# Spot Fetcher
Spot »Spotty« Fetcher, psička predsednika ZDA Georga W. Busha; 17. marec 1989, † 21. februar 2004
Bila je ena od psov, ki jih je imel predsednik Združenih držav Amerike George W. Bush. Bila je psica pasme angleški špringer španjel, ime je dobila po igralcu bejzbola Scottu Fletcherju.
Bila je edini živalski ljubljenček, ki je preživel dva mandata v Beli hiši.